# Fastenspeise

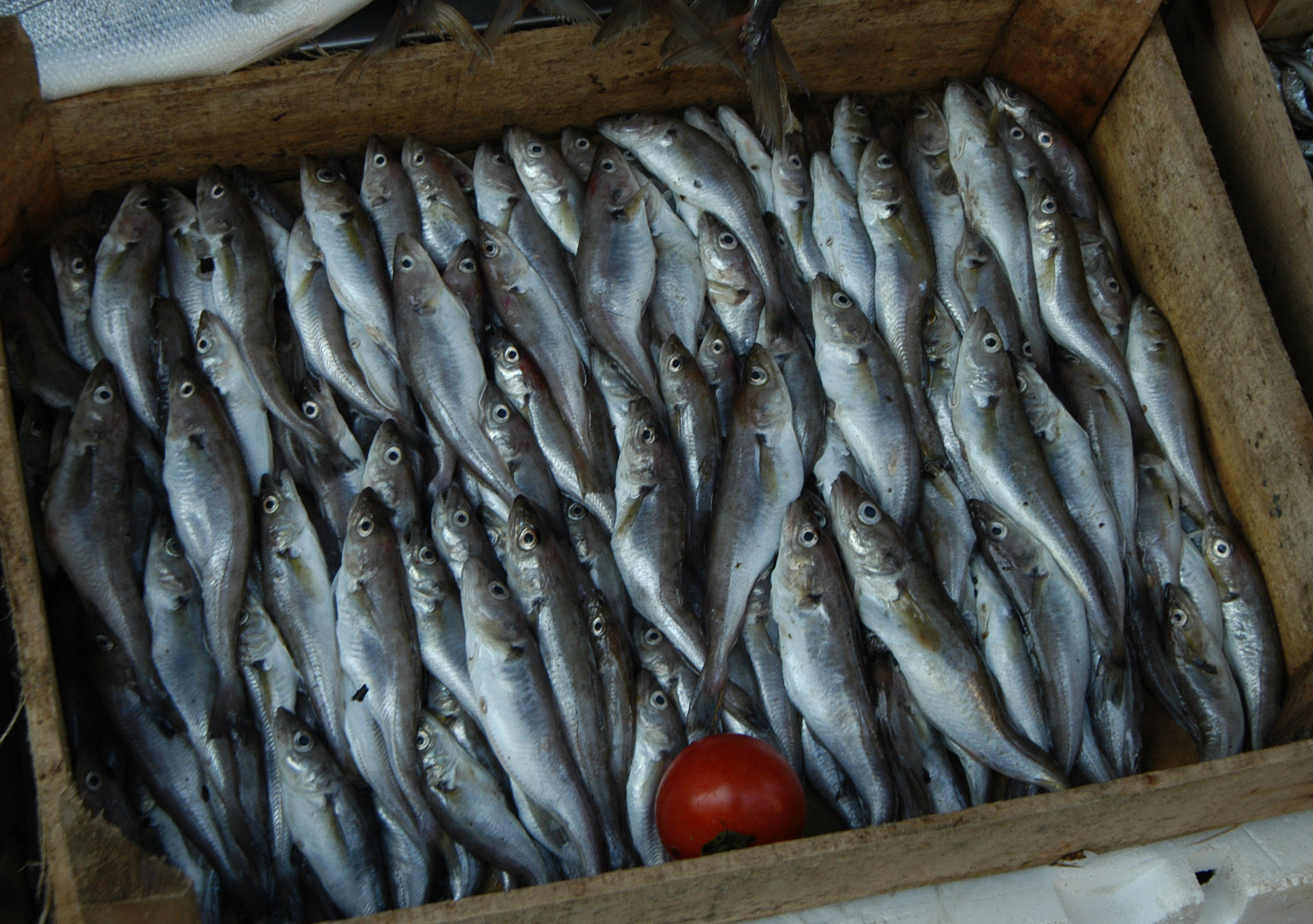
Fisch – eine typische Fastenspeise

Fastenspeisen sind Speisen, die dem Abstinenzgebot oder dem Fastengebot der katholischen und orthodoxen Kirche genügen und deswegen vor allem während der Fastenzeit gegessen werden, teils auch im Advent und an den Quatembertagen.

## Fasten
Das Wort kommt von althochdeutsch fasten = „festhalten“ (an den Geboten der Enthaltsamkeit). Die Enthaltung von Fleischspeisen dient dem Gedächtnis an die Kreuzigung Christi und der Einhaltung des dritten Kirchengebots: Du sollst die gebotenen Fast- und Abstinenztage halten. 
In der frühen Kirche war das Fasten sehr wichtig, aber nicht für alle Gläubigen gleichermaßen bindend. Im 3. Jahrhundert wurde das sogenannte Osterfasten auf die gesamte Kirche ausgedehnt. Das Osterfasten dauerte ursprünglich zwei Tage, Karfreitag und Karsamstag, wurde aber später auf sechs Tage verlängert. An den ersten vier Tagen durfte man Wasser, Brot und Salz zu sich nehmen, zwei Tage durfte keine Nahrung aufgenommen werden.
Im 4. Jahrhundert – erstmals auf dem Konzil von Nicäa (325) dokumentiert – wurde aus diesem sechstägigen Osterfasten die 40-tägige Fastenzeit, die Quadragesima. Fasten in diesem zeitlichen Ausmaß kann man nicht ohne Nahrungsaufnahme überstehen, so mussten erlaubte Speisen, die Fastenspeisen (etwa Fisch), festgelegt werden. Nicht gestattet ist an Tagen gebotener Abstinenz der Konsum des Fleisches warmblütiger Tiere, auch Bratenjus, Fleischbrühe oder Fleischfond. Die Fastenregeln erlaubten nur eine sättigende Mahlzeit am Tag. Die mittelalterlichen Fastenregeln untersagten in der großen Fastenzeit zudem auch den Verzehr von Milchprodukten, Alkohol und Eiern. Die apostolische Konstitution Paenitemini Papst Pauls VI. regelte 1966 die Bestimmungen zum Fasten und zur Abstinenz neu.

## Weiterführende Literatur
- Barbara Krug-Richter: Alltag und Fest. Nahrungsgewohnheiten im Magdalenenhospital in Münster 1558–1635. In: Trude Ehlert (Hrsg.): Haushalt und Familie in Mittelalter und früher Neuzeit. Vorträge eines interdisziplinären Symposions vom 6.–9. Juni 1990 an der Rheinischen Friedrich-Wilhelms-Universität Bonn. Mit einem Register von Ralf Nelles. Thorbecke, Sigmaringen 1991, ISBN 3-7995-4156-X, S. 71–90, hier: S. 78–90.